# Карлик, Богуслав
Богуслав Карлик (чеш. Bohuslav Karlík; 25 ноября 1908, Прага — 29 сентября 1996, там же) — чехословацкий гребец-каноист, выступал за сборную Чехословакии в середине 1930-х — начале 1950-х годов. Серебряный призёр летних Олимпийских игр в Берлине, чемпион мира, серебряный и бронзовый призёр чемпионатов Европы, победитель многих регат национального и международного значения.

## Биография
Богуслав Карлик родился 25 ноября 1908 года в Праге.
Первого серьёзного успеха на взрослом международном уровне добился в сезоне 1933 года, когда попал в основной состав чехословацкой национальной сборной и выступил на домашнем чемпионате Европы в Праге, где стал серебряным призёром в зачёте одиночных байдарок на дистанции 1000 метров. Год спустя побывал на европейском первенстве в Копенгагене, откуда привёз награду бронзового достоинства, выигранную в той же дисциплине.
Благодаря череде удачных выступлений удостоился права защищать честь страны на летних Олимпийских играх 1936 года в Берлине — стартовал здесь в программе одиночек на тысяче метрах, конкуренцию ему составили пять спортсменов: из Канады, Германии, Австрии, США и Люксембурга. Лидерство в гонке с самого начала захватил опытный канадец Франк Амио, многократный чемпион своей страны, он же в итоге и стал победителем. Карлик боролся за второе место с немцем Эрихом Кошиком, действующим чемпионом Европы, и сумел обогнать его на финише, выиграв чуть более двух секунд.
Став серебряным олимпийским призёром, Богуслав Карлик остался в основном составе гребной команды Чехословакии и продолжил принимать участие в крупнейших международных регатах. Так, в 1938 году он выступил на чемпионате мира в шведском Ваксхольме, где дважды поднимался на пьедестал почёта: в двойках в паре с Яном Брзаком-Феликсом получил серебро на тысяче метрах и завоевал золото на десяти тысячах метрах. Из-за начавшейся Второй мировой войны вынужден был прервать спортивную карьеру.
После окончания войны Карлик вернулся в большой спорт и ещё в течение нескольких лет выступал на самом высоком уровне. В частности, в 1949 году он выиграл серебряную медаль на чемпионате мира по гребному слалому в Женеве, заняв второе место в командной дисциплине одиночных каноэ. В следующем сезоне на мировом первенстве по гребле на гладкой воде в Копенгагене добавил в послужной список бронзовую награду, полученную в зачёте каноэ-двоек на дистанции 10000 метров. Будучи одним из лидеров чехословацкой национальной сборной, благополучно прошёл квалификацию на Олимпийские игры 1952 года в Хельсинки — на сей раз попасть в число призёров не смог, в двойках на десяти километрах вместе с напарником Ольдржихом Ломецким финишировал в решающем финальном заезде шестым, уступив победившему французскому экипажу Жоржа Турлье и Жана Лоде больше минуты.
Покинув большой спорт, Карлик продолжил заниматься греблей, регулярно выступал на различных любительских и ветеранских регатах. В частности, в 1955 году он объединился со своим давним напарником Яном Брзаком-Феликсом и за 20 часов прошёл на каноэ 190 км по реке Влтава от Ческе-Будеёвице до Праги.
Умер 29 сентября 1996 года в Праге в возрасте 87 лет.